# Seznam hodností ozbrojených sil Spojených států amerických
Seznam hodností ozbrojených sil Spojených států amerických uvádí hodnosti zavedené u amerických ozbrojených sil, které se u jednotlivých složek liší. Námořnictvo a pobřežní stráž používají námořní systém hodností, zatímco armáda, letectvo a námořní pěchota používají armádní systém.

## Armáda Spojených států (United States Army)
| Platová třída    | O-1               | O-2              | O-3     | O-4   | O-5                | O-6       | O-7               | O-8           | O-9                | O-10    | Special             |
| ---------------- | ----------------- | ---------------- | ------- | ----- | ------------------ | --------- | ----------------- | ------------- | ------------------ | ------- | ------------------- |
| Insignie         |                   |                  |         |       |                    |           |                   |               |                    |         |                     |
| Název            | Second Lieutenant | First Lieutenant | Captain | Major | Lieutenant Colonel | Colonel   | Brigadier General | Major General | Lieutenant General | General | General of the Army |
| Český ekvivalent | Poručík           | Nadporučík       | Kapitán | Major | Podplukovník       | Plukovník | Brigádní generál  | Generálmajor  | Generálporučík     | Generál | Armádní generál     |

| Platová třída    | E-1              | E-2     | E-3                 | E-4        | E-4      | E-5      | E-6            | E-7                  | E-8             | E-8            | E-9            | E-9                    | E-9                        | E-9                                     |
| ---------------- | ---------------- | ------- | ------------------- | ---------- | -------- | -------- | -------------- | -------------------- | --------------- | -------------- | -------------- | ---------------------- | -------------------------- | --------------------------------------- |
| Insignie         | Žádná insignie   |         |                     |            |          |          |                |                      |                 |                |                |                        |                            |                                         |
| Název            | training Private | Private | Private First Class | Specialist | Corporal | Sergeant | Staff Sergeant | First Class Sergeant | Master Sergeant | First Sergeant | Sergeant Major | Command Sergeant Major | Sergeant Major of the Army | Senior Enlisted Advisor to the Chairman |
| Český ekvivalent | Vojín ve výcviku | Vojín   | Svobodník           |            | Desátník | Četař    | Rotný          | Rotmistr             | Nadrotmistr     | Praporčík      | Nadpraporčík   | Štábní praporčík       | Štábní praporčík           | Štábní praporčík                        |

## Letectvo Spojených států (United States Air Force)
| Platová třída    | O-1               | O-2              | O-3     | O-4   | O-5                | O-6       | O-7               | O-8           | O-9                | O-10    | Special                  |
| ---------------- | ----------------- | ---------------- | ------- | ----- | ------------------ | --------- | ----------------- | ------------- | ------------------ | ------- | ------------------------ |
| Insignie         |                   |                  |         |       |                    |           |                   |               |                    |         |                          |
| Název            | Second Lieutenant | First Lieutenant | Captain | Major | Lieutenant Colonel | Colonel   | Brigadier General | Major General | Lieutenant General | General | General of the Air force |
| Český ekvivalent | Poručík           | Nadporučík       | Kapitán | Major | Podplukovník       | Plukovník | Brigádní generál  | Generálmajor  | Generálporučík     | Generál | Generál letectva         |

| Platová třída    | E-1            | E-2    | E-3                | E-4           | E-5            | E-6                | E-7             | E-7             | E-8                    | E-8                    | E-9                   | E-9                   | E-9                           | E-9                                                               | E-9                                    | E-9                                     |  |
| ---------------- | -------------- | ------ | ------------------ | ------------- | -------------- | ------------------ | --------------- | --------------- | ---------------------- | ---------------------- | --------------------- | --------------------- | ----------------------------- | ----------------------------------------------------------------- | -------------------------------------- | --------------------------------------- |  |
| Insignie         | Žádná insignie |        |                    |               |                |                    |                 |                 |                        |                        |                       |                       |                               |                                                                   |                                        |                                         |  |
| Název            | Airman Basic   | Airman | First Class Airman | Senior Airman | Staff Sergeant | Technical Sergeant | Master Sergeant | Master Sergeant | Senior Master Sergeant | Senior Master Sergeant | Chief Master Sergeant | Chief Master Sergeant | Command Chief Master Sergeant | Senior Enlisted Advisor to the Chief of the National Guard Bureau | Chief Master Sergeant of the Air Force | Senior Enlisted Advisor to the Chairman |  |
| Český ekvivalent | Kadet          | Vojín  | Svobodník          | Desátník      | Četař          | Rotný              | Rotmistr        | Rotmistr        | Nadrotmistr            | Nadrotmistr            | Štábní rotmistr       | Štábní rotmistr       | Štábní rotmistr               | Hlavní rotmistr Letectva                                          | Hlavní rotmistr Letectva               | Hlavní rotmistr Letectva                |  |

## Vesmírné síly Spojených států (United States Space Force)
| Platová třída    | O-1               | O-2              | O-3     | O-4   | O-5                | O-6       | O-7               | O-8           | O-9                | O-10    |
| ---------------- | ----------------- | ---------------- | ------- | ----- | ------------------ | --------- | ----------------- | ------------- | ------------------ | ------- |
| Insignie         |                   |                  |         |       |                    |           |                   |               |                    |         |
| Název            | Second Lieutenant | First Lieutenant | Captain | Major | Lieutenant Colonel | Colonel   | Brigadier General | Major General | Lieutenant General | General |
| Český ekvivalent | Poručík           | Nadporučík       | Kapitán | Major | Podplukovník       | Plukovník | Brigádní generál  | Generálmajor  | Generálporučík     | Generál |

| Platová třída    | E-1          | E-2          | E-3          | E-4          | E-5      | E-6                | E-7             | E-8                    | E-9                   | E-9                                      | E-9                                     |  |
| ---------------- | ------------ | ------------ | ------------ | ------------ | -------- | ------------------ | --------------- | ---------------------- | --------------------- | ---------------------------------------- | --------------------------------------- |  |
| Insignie         |              |              |              |              |          |                    |                 |                        |                       |                                          |                                         |  |
| Název            | Specialist 1 | Specialist 2 | Specialist 3 | Specialist 4 | Sergeant | Technical Sergeant | Master Sergeant | Senior Master Sergeant | Chief Master Sergeant | Chief Master Sergeant of the Space Force | Senior Enlisted Advisor to the Chairman |  |
| Český ekvivalent | Vojín        | Svobodník    | Desátník     | Četař        | Rotný    | Rotmistr           | Nadrotmistr     | Štábní rotmistr        | Štábní rotmistr       | Hlavní rotmistr                          | Hlavní rotmistr                         |  |

## Námořní pěchota Spojených států (United States Marine Corps)
| Platová třída    | O-1               | O-2              | O-3     | O-4   | O-5                | O-6       | O-7               | O-8           | O-9                | O-10    |
| ---------------- | ----------------- | ---------------- | ------- | ----- | ------------------ | --------- | ----------------- | ------------- | ------------------ | ------- |
| Insignie         |                   |                  |         |       |                    |           |                   |               |                    |         |
| Název            | Second Lieutenant | First Lieutenant | Captain | Major | Lieutenant Colonel | Colonel   | Brigadier General | Major General | Lieutenant General | General |
| Český ekvivalent | Poručík           | Nadporučík       | Kapitán | Major | Podplukovník       | Plukovník | Brigádní generál  | Generálmajor  | Generálporučík     | Generál |

| Platová třída    | W-1                 | W-2                       | W-3                         | W-4                        | W-5                        |
| ---------------- | ------------------- | ------------------------- | --------------------------- | -------------------------- | -------------------------- |
| Insignie         |                     |                           |                             |                            |                            |
| Název            | Warrant Officer One | Chief Warrant Officer Two | Chief Warrant Officer Three | Chief Warrant Officer Four | Chief Warrant Officer Five |
| Český ekvivalent | Podpraporčík        | Praporčík                 | Nadpraporčík                | Vrchní praporčík           | štáb.praporčík             |

| Platová třída                | E-1            | E-2                 | E-3            | E-4      | E-5      | E-6            | E-7              | E-8             | E-8            | E-9                     | E-9             | E-9                                | E-9                                     |
| ---------------------------- | -------------- | ------------------- | -------------- | -------- | -------- | -------------- | ---------------- | --------------- | -------------- | ----------------------- | --------------- | ---------------------------------- | --------------------------------------- |
| Insignie                     | Žádná insignie |                     |                |          |          |                |                  |                 |                |                         |                 |                                    |                                         |
| Insignie služebních uniforem | Žádná insignie |                     |                |          |          |                |                  |                 |                |                         |                 |                                    |                                         |
| Název                        | Private        | First Class Private | Lance Corporal | Corporal | Sergeant | Staff Sergeant | Gunnery Sergeant | Master Sergeant | First Sergeant | Master Gunnery Sergeant | Sergeant Major  | Sergeant Major of the Marine Corps | Senior Enlisted Advisor to the Chairman |
| Český ekvivalent             | Rekrut         | Vojín               | Svobodník      | Desátník | Četař    | Rotný          | Rotmistr         | Rotmistr        | Nadrotmistr    | Nadrotmistr             | Štábní rotmistr | Hlavní rotmistr Námořní pěchoty    | Hlavní rotmistr Námořní pěchoty         |

## Námořnictvo Spojených států (United States Navy)
| Platová třída    | O-1        | O-2                       | O-3        | O-4                           | O-5                         | O-6     | O-7                       | O-8                       | O-9          | O-10    | Special         |
| ---------------- | ---------- | ------------------------- | ---------- | ----------------------------- | --------------------------- | ------- | ------------------------- | ------------------------- | ------------ | ------- | --------------- |
| Insignie         |            |                           |            |                               |                             |         |                           |                           |              |         |                 |
| Název            | Ensign     | Lieutenant (Junior Grade) | Lieutenant | Lieutenant Commander          | Commander                   | Captain | Rear admiral (lower half) | Rear admiral (upper half) | Vice Admiral | Admiral | Fleet Admiral   |
| Český ekvivalent | Podporučík | Poručík (Mladší poručík)  | Poručík    | Nadporučík (Korvetní kapitán) | Komandér (Fregatní kapitán) | Kapitán | Kontradmirál              | Kontradmirál              | Viceadmirál  | Admirál | Admirál loďstva |

| Platová třída    | W-1                 | W-2                       | W-3                         | W-4                        | W-5                        |
| ---------------- | ------------------- | ------------------------- | --------------------------- | -------------------------- | -------------------------- |
| Insignie         |                     |                           |                             |                            |                            |
| Název            | Warrant Officer One | Chief Warrant Officer Two | Chief Warrant Officer Three | Chief Warrant Officer Four | Chief Warrant Officer Five |
| Český ekvivalent | Podpraporčík        | Praporčík                 | Nadpraporčík                | Vrchní praporčík           | Štábní praporčík           |

| Platová třída    | E-1            | E-2               | E-3    | E-4                       | E-5                        | E-6                       | E-7                 | E-8                        | E-9                        | E-9                                | E-9                                    | E-9                                    |
| ---------------- | -------------- | ----------------- | ------ | ------------------------- | -------------------------- | ------------------------- | ------------------- | -------------------------- | -------------------------- | ---------------------------------- | -------------------------------------- | -------------------------------------- |
| Insignie         | Žádná insignie |                   |        |                           |                            |                           |                     |                            |                            |                                    |                                        |                                        |
| Název            | Seaman Recruit | Seaman Apprentice | Seaman | Petty Officer Third Class | Petty Officer Second Class | Petty Officer First Class | Chief Petty Officer | Senior Chief Petty Officer | Master Chief Petty Officer | Command Master Chief Petty Officer | Fleet/Force Master Chief Petty Officer | Master Chief Petty Officer of the Navy |
| Český ekvivalent |                |                   |        |                           |                            |                           |                     |                            |                            |                                    |                                        |                                        |

## Pobřežní stráž Spojených států (United States Coast Guard)
| Platová třída    | O-1        | O-2                       | O-3        | O-4                           | O-5                         | O-6     | O-7                       | O-8                       | O-9          | O-10    |
| ---------------- | ---------- | ------------------------- | ---------- | ----------------------------- | --------------------------- | ------- | ------------------------- | ------------------------- | ------------ | ------- |
| Insignie         |            |                           |            |                               |                             |         |                           |                           |              |         |
| Název            | Ensign     | Lieutenant (Junior Grade) | Lieutenant | Lieutenant Commander          | Commander                   | Captain | Rear admiral (lower half) | Rear admiral (upper half) | Vice Admiral | Admiral |
| Český ekvivalent | Podporučík | Poručík (Mladší poručík)  | Poručík    | Nadporučík (Korvetní kapitán) | Komandér (Fregatní kapitán) | Kapitán | Kontradmirál              | Kontradmirál              | Viceadmirál  | Admirál |

| Platová třída    | E-1            | E-2               | E-3    | E-4                       | E-5                        | E-6                       | E-7                 | E-8                        | E-9                        | E-9                                | E-9                                    | E-9                                    |
| ---------------- | -------------- | ----------------- | ------ | ------------------------- | -------------------------- | ------------------------- | ------------------- | -------------------------- | -------------------------- | ---------------------------------- | -------------------------------------- | -------------------------------------- |
| Insignie         |                |                   |        |                           |                            |                           |                     |                            |                            |                                    |                                        |                                        |
| Název            | Seaman Recruit | Seaman Apprentice | Seaman | Petty Officer Third Class | Petty Officer Second Class | Petty Officer First Class | Chief Petty Officer | Senior Chief Petty Officer | Master Chief Petty Officer | Command Master Chief Petty Officer | Fleet/Force Master Chief Petty Officer | Master Chief Petty Officer of the Navy |
| Český ekvivalent |                |                   |        |                           |                            |                           |                     |                            |                            |                                    |                                        |                                        |